# البليدات
البليدات هي إحدى قرى ولاية قبلي وتتبع إداريا معتمدية قبلي الجنوبية. وهي تقع على الطريق الذي ينطلق من مدينة قبلي باتجاه الغرب.
- كانت في فترات من تاريخها ترتبط بقرية الجرسين التي لا تبعد عنها إلا بضع كلم، إذ كانتا تحت إشراف نفس الشيخ الذي يختار من هذه القرية تارة ومن الأخرى تارة ثانية.
- توجد بالبليدات بعض المؤسسات الإدارية كما يوجد بها معهد ثانوي ساهم سكانها في بنائه.
- أصل التسمية عربي أطلق على سبع قرى ببربرية متجاورة فكانت تسمى منطقة البليدات.

## وصلة خارجية
موقع البليدات
و من دون بقية القرى التابعة لولاية قبلي, المعروفة بإنتاج التمور بصفة عامة, تبقى البليدات وحدها المتفردة من حيث الكمية والنوعية الممتازة للتمور.